# My Own Prison (singel Creed)
„My Own Prison” – pierwszy w historii singel zespołu Creed. Piosenka uzyskała duży rozgłos w Stanach Zjednoczonych, dzięki niej Creed stał się znanym amerykańskim zespołem post-grungowym. Słowa do utworu napisał Scott Stapp, ale w refrenie śpiewa gitarzysta Mark Tremonti.

## Twórcy
- Scott Stapp - wokal prowadzący
- Mark Tremonti - gitary, wokal wspierający
- Brian Marshall - gitara basowa
- Scott Phillips - perkusja